# Les Ponts-de-Cé
Les Ponts-de-Cé est une commune française située dans le département de Maine-et-Loire en région Pays de la Loire.

## Géographie

### Localisation
Commune angevine, Les Ponts-de-Cé sont traversés par la Loire et se trouve dans la première couronne Sud de l'agglomération d'Angers, En France.

### Communes limitrophes
| Angers                  | Angers      | Trélazé                |
| Sainte-Gemmes-sur-Loire | Ponts-de-Cé | Loire-Authion          |
| Saint-Jean-de-la-Croix  | Mûrs-Erigné | Les Garennes sur Loire |

### Les quartiers
La Guillebotte : quartier récent créé dans les années 1970 entre La Chesnaie et le canal de l’Authion.
La Chesnaie : quartier qui s’est développé dans les années 1960-1970 avec la construction de nombreux logements, construits principalement sur des terres maraîchères.
Saint-Aubin : quartier ancien au cœur des Ponts-de-Cé où se trouve l’église Saint-Aubin, classée monument historique.
Saint-Maurille : quartier situé sur la rive sud de la Loire, entre le Louet et le bras principal de la Loire. L’axe principal ancien de Saint-Maurille est la rue du Commandant-Bourgeois. C’est maintenant la rue Pasteur dans l’axe du pont Dumnacus qui relie le quartier à celui de l’Île.
L’Île : avec Saint-Aubin forme le centre historique des Ponts-de-Cé sur les terrains situés entre le bras principal de la Loire et le bras de Saint-Aubin. On y trouve la mairie et les rues les plus anciennes de la ville ainsi que le château construit vers 850 sous Charles II le chauve.
Sorges : quartier des Ponts-de-Cé situé entre Gauthier et Trématé. Village indépendant des Ponts-de-Cé, il lui est rattaché à la Révolution. Ses habitants étaient alors appelés les Sorgeais, nom qui apparaît vers l’an mille dans les manuscrits de l’abbaye Saint-Aubin d'Angers.

### Hydrographie
La commune est située en bords du fleuve la Loire, qui traverse le territoire au centre, et de l'Authion canalisé au nord, et par le Louet au sud. Ces cours d'eau sont enjambés à l'origine par un pont unique. Au fil du développement de la cité médiévale, les arches ont été comblées tout en assurant la particularité de la commune des Ponts-de-Cé. Elle est située à environ 110 km de la mer en suivant la Loire.
Limite de la Loire dite « navigable ».

### Climat
Pour des articles plus généraux, voir Climat des Pays de la Loire et Climat de Maine-et-Loire.
En 2010, le climat de la commune est de type climat océanique altéré, selon une étude du CNRS s'appuyant sur une série de données couvrant la période 1971-2000. En 2020, Météo-France publie une typologie des climats de la France métropolitaine dans laquelle la commune est exposée à un climat océanique et est dans la région climatique Moyenne vallée de la Loire, caractérisée par une bonne insolation (1 850 h/an) et un été peu pluvieux.
Pour la période 1971-2000, la température annuelle moyenne est de 12,2 °C, avec une amplitude thermique annuelle de 14,2 °C. Le cumul annuel moyen de précipitations est de 627 mm, avec 11,1 jours de précipitations en janvier et 5,5 jours en juillet. Pour la période 1991-2020, la température moyenne annuelle observée sur la station météorologique de Météo-France la plus proche, sur la commune de Beaucouzé à 10 km à vol d'oiseau, est de 12,6 °C et le cumul annuel moyen de précipitations est de 709,3 mm,. Pour l'avenir, les paramètres climatiques de la commune estimés pour 2050 selon différents scénarios d'émission de gaz à effet de serre sont consultables sur un site dédié publié par Météo-France en novembre 2022.

## Urbanisme

### Typologie
Au 1er janvier 2024, Les Ponts-de-Cé sont catégorisés grand centre urbain, selon la nouvelle grille communale de densité à sept niveaux définie par l'Insee en 2022.
Elle appartient à l'unité urbaine d'Angers, une agglomération intra-départementale regroupant douze  communes, dont elle est une commune de la banlieue,,. Par ailleurs la commune fait partie de l'aire d'attraction d'Angers, dont elle est une commune du pôle principal,. Cette aire, qui regroupe 81 communes, est catégorisée dans les aires de 200 000 à moins de 700 000 habitants,.

### Occupation des sols
L'occupation des sols de la commune, telle qu'elle ressort de la base de données européenne d’occupation biophysique des sols Corine Land Cover (CLC), est marquée par l'importance des territoires agricoles (56,1 % en 2018), en augmentation par rapport à 1990 (52,9 %). La répartition détaillée en 2018 est la suivante : 
zones agricoles hétérogènes (25,1 %), zones urbanisées (21,3 %), prairies (20,3 %), terres arables (10,7 %), eaux continentales (7 %), zones industrielles ou commerciales et réseaux de communication (6,2 %), espaces verts artificialisés, non agricoles (3,6 %), espaces ouverts, sans ou avec peu de végétation (2,4 %), milieux à végétation arbustive et/ou herbacée (1,9 %), forêts (1,5 %). L'évolution de l’occupation des sols de la commune et de ses infrastructures peut être observée sur les différentes représentations cartographiques du territoire : la carte de Cassini (XVIIIe siècle), la carte d'état-major (1820-1866) et les cartes ou photos aériennes de l'IGN pour la période actuelle (1950 à aujourd'hui).

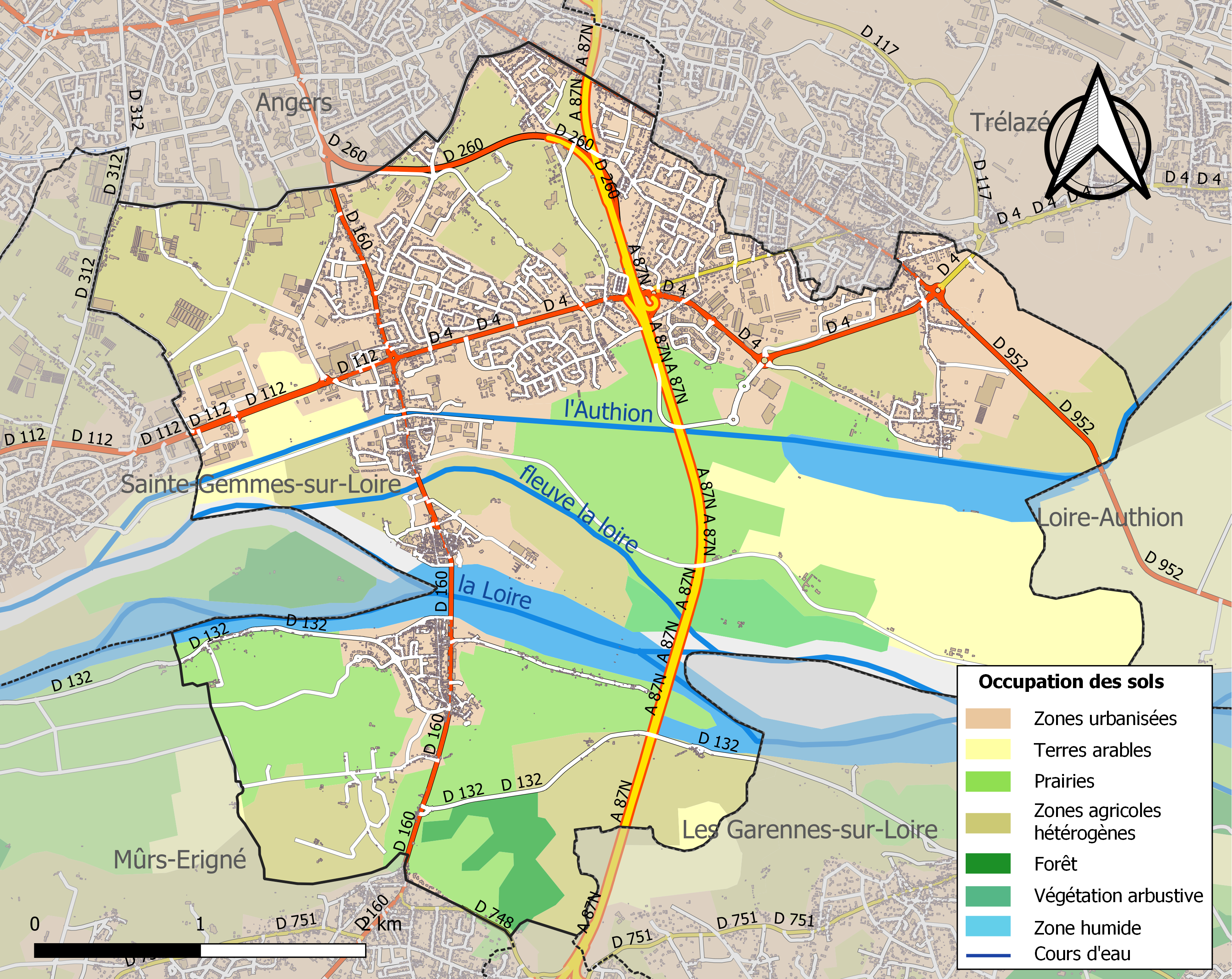
Carte des infrastructures et de l'occupation des sols de la commune en 2018 (CLC).

### Logement
En 2020, le nombre total de logements dans la commune est de 6 406, alors qu'il est de 5 820 en 2014 et de 5 281 en 2009.
Parmi ces logements, 93,2 % sont des résidences principales, 1,6 % des résidences secondaires et 5,3 % des logements vacants. Ces logements sont pour 58,1 % d'entre eux des maisons individuelles et pour 41,7 % des appartements.
Le tableau ci-dessous présente la typologie des logements aux Ponts-de-Cé en 2020 en comparaison avec celle du Maine-et-Loire et de la France entière. Une caractéristique marquante du parc de logements est ainsi une proportion de résidences secondaires et logements occasionnels (1,6 %) inférieure à celle du département (3,2 %) et à celle de la France entière (9,7 %). Concernant le statut d'occupation des résidences principales, 54,7 % des habitants de la commune sont propriétaires de leur logement (56,1 % en 2014), contre 60,4 % pour le Maine-et-Loire et 57,5 pour la France entière.
| Typologie                                               | Les Ponts-de-Cé | Maine-et-Loire | France entière |
| ------------------------------------------------------- | --------------- | -------------- | -------------- |
| Résidences principales (en %)                           | 93,2            | 90,3           | 82,1           |
| Résidences secondaires et logements occasionnels (en %) | 1,6             | 3,2            | 9,7            |
| Logements vacants (en %)                                | 5,3             | 6,6            | 8,2            |

## Toponymie
Cé est attesté sous les formes [Castro] Seio en 889, Saiaco en 967, [Pon] Sigei en 1009, [In] Saiaco en 1036-1056, Saiaco 1060 - 1080, Saiacus en 1090, Seium en 1104, [Pons] Sagei en 1115, [Pons] Sagii en 1148, [Pons] Saeiien 1291, [Le Pont de] Sae (1293), [Les Ponts de] Sée en 1529, [Les Ponts de] Cé en 1793, [Pont-de-]Cé en 1801, puis [Les Ponts-de-]Cé,. Durant la Révolution, la commune porte le nom de Ponts-Libres.
Selon une légende locale, la ville, divisée en deux parties par la Loire enjambée par une multitude de ponts, aurait été construite par César. Quelqu'un voulut la baptiser « Les Ponts de César ». D’après une autre légende, une attaque gauloise a permis d'enlever le sculpteur en plein travail, empêchant d’inscrire sur le pont la dernière syllabe du nom de César, expliquant ainsi le suffixe du nom de la ville. Ce genre de légende étymologique est caractéristique de la Renaissance et du classicisme et n'a ni fondement linguistique, ni fondement historique.
En réalité, l'élément Cé représente le nom primitif du village voisin, comme l'indiquent les formes les plus anciennes. La forme Seio de 889 s'accorde mal avec celles, plus régulières, du Xe au XIe siècle du type Saiaco, bien qu'on ne puisse pas exclure un amuïssement régulier des consonnes intervocaliques dès cette époque. Il s'agit donc vraisemblablement d'un type toponymique gallo-romain en -(i)acum, suffixe d'origine gauloise marquant la localisation puis la propriété. Ce suffixe a régulièrement donné la finale -é dans l'ouest de la France, en domaine d'oïl. Le premier élément Sai- peut représenter le nom de personne latin (porté par un indigène) Sabius, d'ailleurs une villa rustica est mentionnée à cet endroit sous la forme Sabiacus dans une charte de Charles le Chauve (823 - 877), devenu plus tard paroisse de Saint-Aubin-des-Ponts-de-Cé. Ce qui peut justifier les formes plus tardives du type Sigei, Sagei (évolution phonétique comparable à celle de rabia> rage ou rubeus> RUBIU> rouge) par déplacement de l'accent tonique de 'SABIACU en SA'BIACU.

## Histoire

### Moyen Âge
En 869, le roi Charles le Chauve construit un pont fortifié aux Ponts-de-Cé, afin de bloquer la remontée de la Loire aux pillards vikings. Il existe deux exemples de ponts similaires, à Pont-de-l'Arche sur la Seine, et à Trilbardou sur la Marne.
Au XVe siècle, le roi Louis XI (1423-1483) demeurait fréquemment aux Ponts-de-Cé, quoique ce lieu fût situé en Anjou. En effet, à cette époque, le duc François II de Bretagne, afin de conserver son indépendance, s'était allié aux ennemis du royaume de France, notamment le duc de Bourgogne Charles le Téméraire. Pour le roi, le château des Ponts-de-Cé était idéal à contrôler ceux qui y passaient vers et dès la Bretagne. Ainsi, il y arriva le 29 août 1472 pour cet objectif, après avoir occupé Ancenis le 7 juillet ainsi que Pouancé le 21 juillet, villes frontières, de sorte que François II renonce son intention d'attaquer le royaume.

### Ancien Régime
Le 7 août 1620 eut lieu la bataille des Ponts-de-Cé, connue également sous le nom des « Drôleries des Ponts-de-Cé », entre les partisans du roi Louis XIII et ceux de sa mère, Marie de Médicis, que son fils avait écartée de la Régence trois ans plus tôt, et qui tentait de revenir au pouvoir. Par la défection de certains de ses alliés, les troupes de Marie de Médicis furent bientôt sans commandement avant le combat. L'armée royale n'eut plus qu'à disperser ses fantassins dans une « drôlerie » générale.

### Époque contemporaine

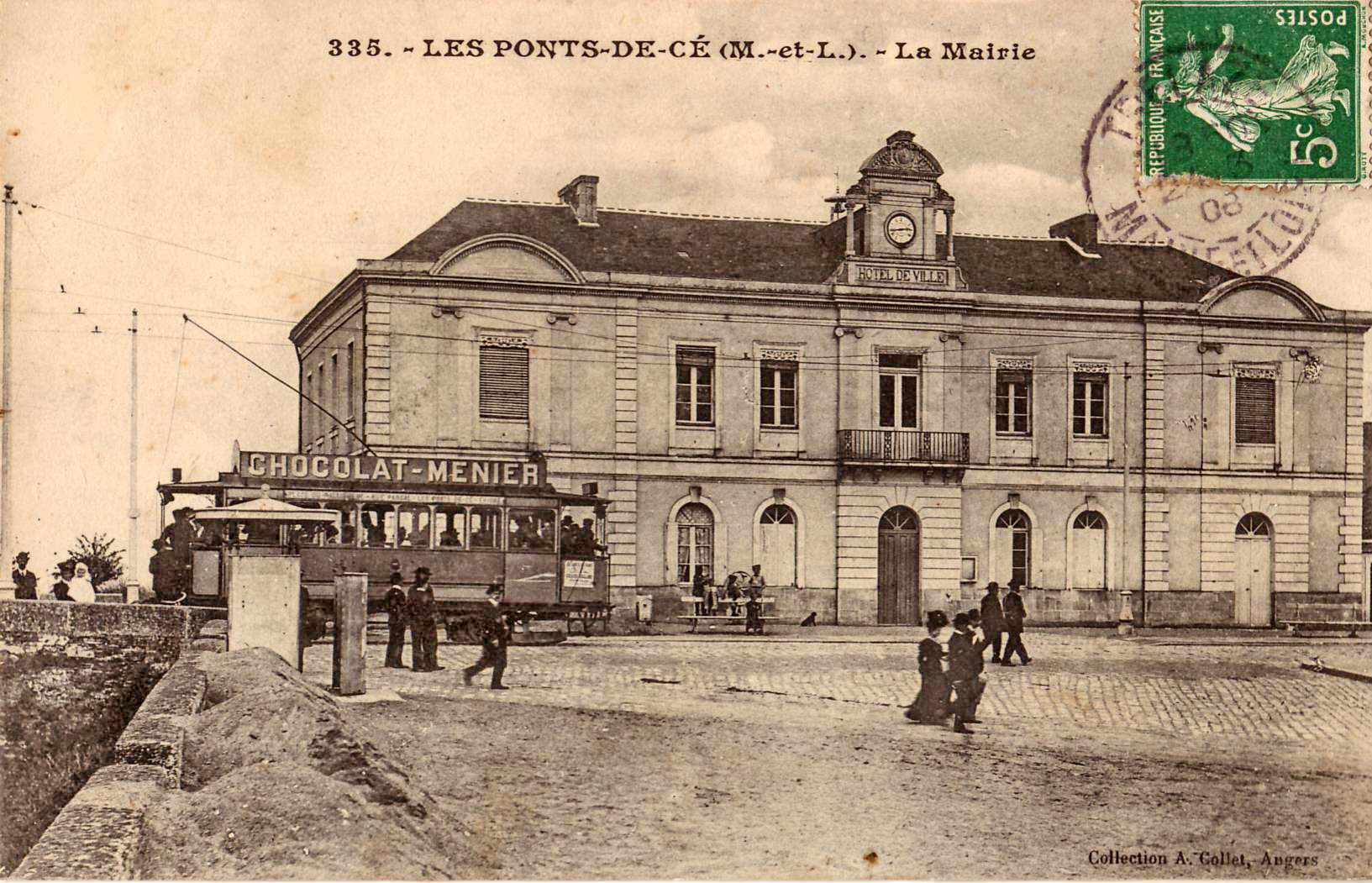
Rame de l'ancien tramway d'Angers devant la mairie, vers 1908.

Lors de la guerre de Vendée, les républicains fusillent 1 500 à 1 600 prisonniers entre 27 décembre 1793 à la mi-janvier 1794.
Les anarchistes de la ville sont visés pendant la répression de janvier et février 1894.

### Les villages
Une histoire riche accompagne ce quartier. Ses terres ont appartenu successivement à l'abbaye Saint-Aubin, aux vicomtes d'Anjou, puis au frère du roi Louis-Charles Ier duc d'Anjou et à Jean Bourré, célèbre trésorier de Louis XI et bâtisseur du château du Plessis-Bourré.
En 1579, le temple protestant de la ville d'Angers s'installe à Sorges (près de la poste actuelle), celui-ci devant être construit à une lieue (4 km) au moins d'Angers. Aujourd'hui, il n'en reste que la cour dite du « prêche », car ce temple fut détruit lors de la révocation de l'édit de Nantes par Louis XIV en 1685.
En 1661, au début de son règne, Louis XIV, se rendant de Saumur à Angers, s'arrête à Sorges et y dîne dans une ferme-auberge. En effet, la route Saumur-Angers passait par Sorges où il fallait emprunter un bac pour traverser l'Authion.
À la Révolution, en 1790, le village de Sorges devient une commune : son maire est Jacques Houtin. Un an plus tard, Sorges revient à la commune de Trélazé. Son rattachement définitif à la commune des Ponts-de-Cé date de 1796.
Son église est dédiée à saint Maurice depuis 1535 et elle a été agrandie en 1845. Elle est ouverte chaque année le dimanche le plus proche de la Saint-Maurice (22 septembre).
Les inondations, surtout celle de 1856 avec le passage de Napoléon III et celle de 1910, ont inondé le quartier. Des plaques, sur le côté de la porte de l'église et sur la façade d'une maison (celle de Vignoble), indiquent les niveaux d'eau des crues : plus de deux mètres au-dessus du sol. Aujourd'hui, des levées et la station d'exhaure des eaux de l'Authion protègent le quartier.

## Politique et administration

### Rattachements administratifs et électoraux
La commune se trouve dans l'arrondissement d'Angers du département de Maine-et-Loire. Pour l'élection des députés, elle fait partie depuis 1986 de la deuxième circonscription de Maine-et-Loire.
Elle était depuis 1793 le chef-lieu du canton des Ponts-de-Cé. Dans le cadre du redécoupage cantonal de 2014 en France, ce canton, dont la commune désormais le bureau centralisateur, est modifié, passant de 16 à 17 communes.

### Intercommunalité
La commune faisait partie de la communauté de communes du secteur des Ponts-de-Cé. Celle-ci a été supprimée fin 2004, certaines de ses communes ayant rejoint la communauté de communes Loire Aubance ou la communauté de communes de la Vallée-Loire-Authion. Les Ponts-de-Cé intègrent, eux, la communauté d'agglomération d'Angers Loire Métropole. Celle-ci se transforme en communauté urbaine le 1er janvier 2016 sous le nom d'Angers Loire Métropole.
Contrairement à ce que laisse entendre cette dénomination, l'intercommunalité ne dispose pas du statut de Métropole au sens de la réforme des collectivités territoriales françaises et de l'acte III de la décentralisation.
La communauté urbaine, dont est désormais membre la commune, est organisée autour de la ville d'Angers et fait partie du syndicat mixte pôle métropolitain Loire Angers, anciennement Pays Loire-Angers. Elle est également membre du pôle métropolitain Loire-Bretagne.

### Démocratie participative
La commune s'est dotée d'un conseil municipal d'enfants dont les membres sont élus par les élèves des classes de CM1 et CM2. La dernière élection a eu lieu en novembre 2017.

### Distinctions et labels
En 2017, la commune a obtenu le label « ville active et sportive ».

## Population et société

### Démographie

#### Évolution démographique
L'évolution du nombre d'habitants est connue à travers les recensements de la population effectués dans la commune depuis 1793. Pour les communes de plus de 10 000 habitants les recensements ont lieu chaque année à la suite d'une enquête par sondage auprès d'un échantillon d'adresses représentant 8 % de leurs logements, contrairement aux autres communes qui ont un recensement réel tous les cinq ans,.

En 2022, la commune comptait 12 863 habitants, en évolution de +1,22 % par rapport à 2016 (Maine-et-Loire : +2,12 %, France hors Mayotte : +2,11 %).
| 1793  | 1800  | 1806  | 1821  | 1831  | 1836  | 1841  | 1846  | 1851  |
| ----- | ----- | ----- | ----- | ----- | ----- | ----- | ----- | ----- |
| 3 692 | 3 108 | 3 512 | 3 740 | 3 665 | 3 864 | 3 829 | 3 924 | 3 839 |

| 1856  | 1861  | 1866  | 1872  | 1876  | 1881  | 1886  | 1891  | 1896  |
| ----- | ----- | ----- | ----- | ----- | ----- | ----- | ----- | ----- |
| 3 814 | 3 739 | 3 557 | 3 397 | 3 444 | 3 483 | 3 600 | 3 568 | 3 530 |

| 1901  | 1906  | 1911  | 1921  | 1926  | 1931  | 1936  | 1946  | 1954  |
| ----- | ----- | ----- | ----- | ----- | ----- | ----- | ----- | ----- |
| 3 586 | 3 573 | 3 224 | 3 379 | 3 573 | 3 771 | 3 999 | 4 479 | 5 293 |

| 1962  | 1968  | 1975  | 1982   | 1990   | 1999   | 2006   | 2011   | 2016   |
| ----- | ----- | ----- | ------ | ------ | ------ | ------ | ------ | ------ |
| 5 911 | 7 175 | 9 589 | 10 739 | 11 032 | 11 387 | 11 440 | 11 780 | 12 708 |

| 2021   | 2022   | - | - | - | - | - | - | - |
| ------ | ------ | - | - | - | - | - | - | - |
| 12 725 | 12 863 | - | - | - | - | - | - | - |

#### Pyramide des âges
La population de la commune est plus âgée que celle du département. En 2020, le taux de personnes d'un âge inférieur à 30 ans s'élève à 33,7 %, soit en dessous de la moyenne départementale (36,9 %). À l'inverse, le taux de personnes d'âge supérieur à 60 ans est de 31,1 % la même année, alors qu'il est de 26,1 % au niveau départemental.
En 2020, la commune compte 6 004 hommes pour 6 585 femmes, soit un taux de 52,31 % de femmes, légèrement inférieur au taux départemental (51,42 %).
Les pyramides des âges de la commune et du département s'établissent comme suit.
| Hommes | Classe d’âge | Femmes |
| ------ | ------------ | ------ |
| 1      | 90 ou +      | 1,9    |
| 7,8    | 75-89 ans    | 12,3   |
| 18,5   | 60-74 ans    | 20,4   |
| 17,7   | 45-59 ans    | 18,6   |
| 17,6   | 30-44 ans    | 16,4   |
| 18,3   | 15-29 ans    | 14,9   |
| 19,1   | 0-14 ans     | 15,4   |

| Hommes | Classe d’âge | Femmes |
| ------ | ------------ | ------ |
| 0,9    | 90 ou +      | 2,1    |
| 7      | 75-89 ans    | 9,5    |
| 16,2   | 60-74 ans    | 16,9   |
| 19,4   | 45-59 ans    | 18,7   |
| 18,2   | 30-44 ans    | 17,5   |
| 18,8   | 15-29 ans    | 17,6   |
| 19,5   | 0-14 ans     | 17,6   |

### Enseignement
La commune est située dans l'académie de Nantes.
En 2014, la commune administre une école maternelle (Raymond-Renard) et quatre écoles élémentaires (André-Malraux, Jacques-Prévert, Raoul-Corbin, Raymond-Renard) communales et dispose de deux écoles élémentaires privées (Saint-Aubin, Saint-Maurille).
L'école élémentaire Saint-Maurille compte 127 élèves en 2012-2013. Elle a été créée au XIXe siècle, dans un bâtiment qui était à l'origine une tannerie. Le 24 mai 1837, Médéric Lechalas, notaire, enregistre un legs fait par François Gazeau au profit du centre communal d’action sociale, d'un ensemble immobilier (ancienne tannerie du XVIIIe siècle) situé au 74, rue du Commandant-Bourgeois, aux pauvres les plus nécessiteux de la paroisse de Saint-Maurille. Vers 1850, des religieuses créent une école de garçons au 78 et une école de filles au 74 de cette même rue. En 1982, ces deux écoles sont unifiées, deviennent mixtes et s'associent à la commune des Ponts-de-Cé via un contrat d'association.[réf. nécessaire]
Le département gère en 2014 deux collèges : le collège public François-Villon comptant 764 élèves en 2012-2013 et le collège privé Saint-Laud comptant 275 élèves en 2012-2013.
Toujours en 2014, la région Pays de la Loire gère deux lycées : le lycée polyvalent du campus de Pouillé-Angers et le lycée général et technologique Jean-Bodin comptant 796 élèves en 2012-2013.
Outre ces établissements, la commune accueille un institut médico-éducatif dispensant une éducation et un enseignement spécialisés pour des enfants et adolescents atteints de déficience à prédominance intellectuelle.
Par sa proximité géographique avec Angers, c'est sur le territoire de la commune que sont installés les établissements suivants :
- l'Ircom (anciennement Institut des relations publiques et de la communication (IRCOM)) dont dépendent l'institut Albert le Grand, l'Institut Mac Luhan et l'Institut Pedro de Béthencourt[52] ;
- et l'Institut de formation en éducation physique et sportive d'Angers (IFEPSA), associé au réseau Université catholique de l'Ouest, propose des formations STAPS[53].

### Culture
La commune comprend en 2015 plusieurs équipements culturels : le centre culturel Vincent-Malandrin, la médiathèque Saint-Exupéry créée en 2008, le théâtre des Dames et une école de musique.

### Sports
On trouve sur la commune un complexe sportif et des salles de sport : le complexe sportif François-Bernard, qui comprend un stade avec une tribune de 270 places, et les salles de sport annexe d’Athlétis et salle de sport Val-de-Louet.
En 2017, L'office municipal des sports regroupe 23 clubs ou sections sportifs réunis au sein de l'association sportive des Ponts-de-Cé (ASPC) ou de l'amicale des anciens élèves de l'école communale (AAEEC).
Le club de Kin-ball de la ville accueille la 10e coupe du monde de sport Kin-Ball à l'automne 2019.
Sont implantés dans la ville la Maison des sports, le comité départemental olympique et sportif et le District de Maine-et-Loire de football.

### Manifestations culturelles et festivités
Se déroule dans la commune le festival les Traver’Cé musicales, dont la 16e édition a lieu le dimanche 5 juillet 2019,.

## Économie

### Tissu économique
Sur 793 établissements présents sur la commune à fin 2010, 3 % relèvent du secteur de l'agriculture (pour une moyenne de 17 % sur le département), 6 % du secteur de l'industrie, 12 % du secteur de la construction, 65 % de celui du commerce et des services et 14 % du secteur de l'administration et de la santé. Cinq ans plus tard, en 2015, sur les 980 établissements présents, 2 % relèvent du secteur de l'agriculture (pour une moyenne de 11 % sur le département), 6 % du secteur de l'industrie, 11 % de celui de la construction, 67 % du secteur du commerce et des services et 14 % de celui de l'administration et de la santé.

### Commerces et entreprises
La ville accueille en 2015 plusieurs zones industrielles et artisanales : des zones communautaires gérées par la communauté d'agglomération d'Angers Loire Métropole, la zone du Moulin-Marcille et la zone de Vernusson Pierre-Martine, et des zones communales, les zones d’activités Jean-Boutton, de Saint-Aubin et de la Petite Perrière.
Le « village Oxylane », situé sur la zone du Moulin-Marcille, a pour originalité de présenter des structures destinées à la pratique sportive. On y trouve notamment un magasin Décathlon de 6 000 m2, ouvert en novembre 2009,. La zone est accessible depuis l'A87.
À côté de ce complexe destiné aux sports, au début des années 2010 apparait un projet d'un centre commercial, provisoirement baptisé « l'Aréna », comprenant 30 000 m2 de commerces, restaurants et équipements culturels et ludiques, avec ses six salles de cinéma sous enseigne Mégarama,. En 2014, le projet porté par le groupe Idec est retoqué par la commission départementale d'aménagement commercial (CDAC).
La commune compte également une surface alimentaire, Intermarché et la société Technitoit.
En 2023, l'Autre Usine, plus grand complexe de sport et loisir indoor de France installé à Cholet, annonce son projet de s'implanter aux Ponts-de-Cé d'ici 2025,.

## Culture locale et patrimoine

### Lieux et monuments
La commune compte trois monuments répertoriés à l'inventaire des monuments historiques et 191 lieux et monuments répertoriés à l'inventaire général du patrimoine culturel. Par ailleurs, elle compte 15 objets répertoriés à l'inventaire des monuments historiques.
Les trois monuments historiques sont :
- l'église Saint-Aubin, « classée » depuis le 16 février 1903[74] ;
- le château Rivet (XVe siècle), dont la chapelle est « classée » depuis le 9 novembre 1964[75] ;
- le château des Ponts de Cé (du XIIIe au XVe siècle), « classé » depuis 1862[76].

### Les Ponts-de-Cé et la littérature
Louis Aragon a écrit le poème C qui débute ainsi : J'ai traversé les Ponts-de-Cé, c'est là où tout a commencé ..., publié dans le recueil Les Yeux d'Elsa en 1942. Francis Poulenc le mit en musique l'année suivante.

### Personnalités liées à la commune
- Gustave Cordon (1854-1915), docteur en médecine et homme politique, décédé aux Ponts-de-Cé.
- Jules Quélin (1835-1911), poète et astronome français, né aux Ponts-de-Cé.
- Eugène Raphaël Fontaine (1884-1933), grand industriel, manufacturier et marchand de bois Alençonnais et conseiller municipal Ponts-de-Céais, décédé aux Ponts-de-Cé.
- Robert Sciardis (1939-2017), coureur cycliste, y est né.
- Michel Sy (1930-2024), homme politique, né aux Ponts-de-Cé.